# Triaeris
Triaeris là một chi nhện trong họ Oonopidae.

## Các loài
- True species of Triaeris

- Triaeris fako Platnick et al., 2012 – Cameroon
- Triaeris ibadan Platnick et al., 2012 – Nigeria
- Triaeris menchum Platnick et al., 2012 – Cameroon
- Triaeris moca Platnick et al., 2012 – Bioko
- Triaeris oku Platnick et al., 2012 – Cameroon
- Triaeris stenaspis Simon, 1891 (type species) – Pantropical, Iran; introduced into Europe
- Triaeris togo Platnick et al., 2012 – Togo

- African species that should be placed in other related genera

- Triaeris equestris Simon, 1907 – Príncipe
- Triaeris macrophthalmus Berland, 1914 – Kenya

- Indian species considered misidentified ("wildly misplaced"[3])

- Triaeris barela Gajbe, 2004 – India
- Triaeris khashiensis Tikader, 1966 – India
- Triaeris manii Tikader & Malhotra, 1974 – India
- Triaeris melghaticus Bastawade, 2005 – India
- Triaeris nagarensis Tikader & Malhotra, 1974 – India
- Triaeris nagpurensis Tikader & Malhotra, 1974 – India
- Triaeris poonaensis Tikader & Malhotra, 1974 – India